# 流行性感冒
流行性感冒（influenza），簡稱流感（the flu），為一種由流感病毒造成的傳染性疾病。流行性感冒中虽有“感冒”二字，但不应与普通感冒混淆。流感的症狀可輕可重，最常見者為高燒、流鼻水、喉嚨痛、肌肉痠痛、頭痛、咳嗽和疲倦感。患者通常在接觸病毒2天後發病，症狀大多在一週內會解除，但咳嗽可能持續超過兩週。孩童可能會噁心和嘔吐，但這在成人並不常見；噁心和嘔吐更常發生在與流感病毒無關的感染性腸胃炎，有時會不精確地稱此為腸胃型感冒（Stomach flu）。流感可能的併發症包括病毒性肺炎、继发細菌性肺炎、鼻竇感染以及造成其他疾病惡化（如氣喘或心臟衰竭）。
可感染人類的流感病毒有甲型、乙型、丙型三种，丁型病毒尚未有人感染的报告。病毒通常由咳嗽、打噴嚏和說話產生的飛沫傳播，近距離的接觸時尤其容易發生。此外，病毒也可藉由接觸到受染污的物體表面、再碰觸口或眼睛後傳播。受感染的患者無論在發病前後均可能具有傳染性，喉嚨、痰液或鼻黏膜等檢體的病毒測試則可作為確診的依據。目前已有數種快篩方法，然而快篩仍有偽陰性（即使受感染，檢測結果仍顯示為未感染的陰性）的可能。而藉由聚合酶鏈式反應（PCR）檢測病毒RNA則是較準確的檢驗方法。
勤洗手可降低感染流感的風險，因為肥皂可使病毒失去活性。配戴外科口罩亦可預防感染。根據世界衛生組織建議，高風險族群應每年接受流感疫苗注射。流感疫苗通常針對預計會流行的3至4種病毒株設計，能夠有效預防感染，且接種疫苗後很少發生嚴重的併發症。由於病毒RNA突變迅速，疫苗一般在當年最為有效。神經氨酸酶抑制劑常作為抗流感藥物，其中最常使用的是奥司他韦。目前普遍認為原先健康的人使用克流感（奥司他韦的商品名）似乎弊大於利，而有其他健康問題的流感患者使用克流感也沒有好處。
流行性感冒在世界各地傳播。每年的流感季都會造成約300萬至500萬件重病案例，其中有約25萬至50萬名患者死亡。流感在北半球及南半球爆發的季節主要為冬季，赤道附近的國家則會不定時爆發流行。致死的案例多半發生在小孩、老人、或長期病患者。嚴重而大規模的大流行爆發並不常見。20世紀曾發生過四次较為嚴重且有記錄的全球流感大流行：1918年流感大流行（因西班牙疫情最嚴重，故又稱西班牙流感，在美國發現）、1958年流感大流行（因起源於中國貴州省，故又稱亞洲流感）、1968年流感大流行（因起源於香港，故又稱做香港流感）、1977年俄国流感（可能起源于苏联或中国的实验室泄露事故），前三起大流行的死亡人數皆超過百萬人。而21世紀，2009年6月在墨西哥爆發的A型H1N1流感大流行經研究發現為A型流感病毒之突變種造成，該病毒之遺傳組成結合了人類、鳥禽及豬隻的流感病毒基因成分，世界衛生組織將該次疫情的全球流感警告級別提高到第六級（最高等級），据估计該次流行造成超過十萬人死亡。流感病毒也會感染其他動物，豬、馬和鳥類等都在其列。

## 症狀及徵象
| 症狀                                                 | 敏感度  | 特異度  |
| ---------------------------------------------------- | ------- | ------- |
| 發燒                                                 | 68%–86% | 25%–73% |
| 咳嗽                                                 | 84%–98% | 7%–29%  |
| 鼻塞                                                 | 68%–91% | 19%–41% |
| - 60歲以上的人對這三種症狀（特別是發燒）都不太敏感。 |         |         |

近33%的流感患者並無任何症狀。

流行性感冒的症狀，其中以發燒和咳嗽最為常見。

流感的症狀可能會在感染後一至二天後發作。通常最先出現的症狀是寒顫，同時也可能會合併有38-39 ℃的高燒。另外流感患者也可能會有痠痛感，特別是背部及四肢，許多患者可能會因此臥床數日。流感的症狀包含：
- 发热及發冷（寒顫）
- 咳嗽
- 鼻塞
- 嘔吐
- 流鼻涕
- 打噴嚏
- 肌肉痠痛，尤其在喉嚨及關節處。
- 感到疲倦
- 頭痛
- 眼睛刺痛、流淚
- 紅眼，皮膚（尤其臉部）、口、喉和鼻部潮紅（英语：Flushing (physiology)）
- 點狀瘀斑[24]
- 在兒童身上，可能會有如腹瀉、腹痛等腸胃道症狀[25][26]（罹患乙型流感的孩童可能會出現嚴重症狀）[27]。

流行性感冒症狀初期很難與普通感冒區分，但流感患者通常會突然高燒並極度虛弱，此特點在一定程度上有助於辨別兩者。流行性感冒的症狀比普通感冒多出肺炎、身體疼痛、頭痛和疲勞。成人大多無腹瀉症狀，但兒童可能會有此情形，例如兒童感染H5N1亞型（禽流感）的症狀之一就是腹瀉。右表整理的流感最具鑑別性的症狀。
在症狀初期給予抗病毒藥物對於病情相當有效，因此早期診斷相當重要。在上述的症狀中，如果發燒合併有咳嗽、喉嚨痛，或鼻塞，能提高診斷的精確度。兩份決策分析研究提到疫區內流感的發病率可能高達70%，有上述幾項症狀，可以不經篩檢先給予神經氨酸酶抑制劑。即使不是疫區，流感季節的盛行率也可能高達15%，因此年長者如果有上述症狀也建議先進行治療。
流感的檢驗方法也不斷持續改進，美国疾病控制与预防中心（CDC）的網站上有提供最新的檢驗資訊摘要。根據CDC的資訊，目前的快速篩檢與病毒培養相比，敏感度為50–75%，特異度則為90–95%。快速篩檢在流感季節時相當有用，如果沒有疫情或非流感季節，其效用則不明顯。
流感偶爾會造成嚴重症狀，包含原發性病毒性肺炎，或次發性細菌性肺炎，造成呼吸困難。如果患者（特別是兒童）在症狀緩解後，再次復發高燒，可能是細菌性肺炎所致，必須多加留意。

## 病毒學

### 病毒種類

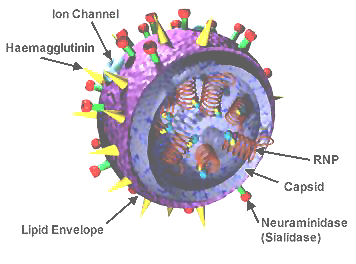
流感病毒的結構。表面的蛋白突起為血球凝集素（Hemagglutinin）和神经氨酸酶（Neuraminidase）。中間的紅色螺旋為病毒的RNA，一個完整的流感病毒基因組共有八條，會與核糖核蛋白（RNP）結合，遺傳物質由蛋白外殼包覆（Capsid），更外層紫色的則為脂質構成的套膜（Lipid envelope）。

流感病毒屬於正黏液病毒科，為RNA病毒的一種。正黏液病毒科共有七個屬，其中流感病毒佔了四個：
- 甲型流感病毒
- 乙型流感病毒
- 丙型流感病毒
- 丁型流感病毒[39][40]

正黏液病毒與人類副流感病毒有些許的親緣關係。人類副流感病毒同樣也是RNA病毒，屬於副黏液病毒科的成員。副黏液病毒是呼吸道感染常見的病原體，可能引起如兒童的義膜性喉炎等疾病，也可能導致成人產生類似流感的症狀。

#### 甲型流感病毒
該屬僅有一種，即甲型流感病毒。野生水鳥為許多甲型流感病毒株的天然宿主。病毒偶爾會造成跨物種傳播，可能導致家畜大量罹病，或人類瘟疫。甲型流感病毒是三類病毒中對人類毒力最強的一種，並可利用抗體反應分成不同的血清型。目前已確認能感染人類的血清型包含H1N1、H2N2、H3N2、H5N1、H7N7、H1N2、H9N2、H7N2、H7N3、H10N7、H7N9。

#### 乙型流感病毒

流感病毒的命名範例（以福建流感病毒為例），命名中的項目由左而右依序為病毒種類（A）、地理區（Fujian，即福建）、病毒株編號（411）、分離年份（2002）、病毒亞型（H3N2），病毒亞型中的H和N分別代表血球凝集素和神經氨酸酶。

本屬僅有一種，即乙型流感病毒。本種幾乎專門感染人類，且比甲型罕见。目前除人類之外，僅有海豹和矇眼貂有疑似受到感染的紀錄。本屬病毒的變異速率較甲型流感慢了2-3倍，其基因型不如甲型多樣，僅有一種血清型。由於其抗原多樣性較低，因此一般人在孩提時期即對此病毒產生免疫。缺乏長期免疫的病人，仍有可能感染乙型流感。乙型流感抗原漂變速度較慢，加上其宿主範圍較小，从而不易發生抗原转变的現象，此病毒比較不會造成大規模流行。

#### 丙型流感病毒
本屬僅有一種，即丙型流感病毒。此病毒能感染人、狗和豬，有時會導致嚴重症狀及地區流行。丙型流感病毒較前述兩種罕見，通常只在孩童身上造成輕微症狀。

#### 丁型流感病毒
丁型流感病毒為目前最晚發現的流感病毒屬。該屬第一個病毒株於2011年4月在美國奧克拉荷馬州的豬的唾液中發現，其基因組與丙型流感最為接近，因此最初被歸為丙型流感病毒。2014年，豪斯（Ben Hause）等人認為此類病毒在基因上及抗原上皆與丙型流感病毒明顯不同，因此將該類病毒獨立為一新屬，即丁型流感病毒。
丁型流感病毒主要感染家畜，在豬、牛、山羊、綿羊體內皆有發現，目前還不清楚它是否能感染人類。

### 結構、特性，及亞型的命名
流感病毒的結構大致上十分相似，直徑約在80–120奈米之間。病毒一般呈球狀，但也有一些會成絲狀。絲狀的流感病毒在丙型流感較為常見，甚至還可能在宿主細胞表面形成長達500微米的絲狀構造。雖然病毒的形狀不固定，但基本結構都相當類似。病毒最外層結構稱為包膜，表面則有兩種主要的醣蛋白。包膜內部含有病毒的RNA基因組及其他病毒蛋白質，以保護其RNA。流感病毒的RNA一般為單股，但也有發現過雙股的案例。一般流感病毒內有7至8條反義單股RNA，每條RNA含有一至二個基因。舉例來說，甲型流感病毒的八條RNA上含有11個基因，分別為：血球凝集素（HA）、神經氨酸酶（NA）、核蛋白（NP）、M1、M2、NS1、NS2、PA、PB1、PB1-F2和PB2。
病毒顆粒表面上有血球凝集素（HA）及神經胺酸酶（NA）兩種大型蛋白。血球凝集素屬於凝集素的一種，可以協助病毒與宿主細胞結合，使病毒的基因能順利進入細胞。神經胺酸酶則可在病毒發育成熟後，切割其表面上的糖，協助病毒脫離宿主細胞。由於這些蛋白質對於病毒相當重要，因此也成為抗病毒藥物的標靶物質。此外，個體在感染流感病毒後，體內的針對這兩種抗原的抗體會提升。甲型流感病毒可以根據抗體對於HA和NA的反應分為不同亞型。不同亞型會根據他們的HA和NA進行命名，例如從「H5N1病毒」的命名可見其表面的血球凝集素屬於H5型，神經胺酸酶則屬N1型。目前已知血球凝集素共有18種亞型，神經胺酸有11種，但常見會感染人類的病毒只有H1、H2和H3，以及N1和N2。

### 病毒的複製

流感病毒感染細胞的過程，詳細過程會於文中敘述。

病毒僅能在活的細胞中才能進行複製。首先，病毒會結合在宿主細胞表面，將基因組送入細胞中。之後基因組會轉譯產生RNA，並轉譯出需要的蛋白質。之後這些蛋白質構件會自行組裝成病毒顆粒，成熟後會脫出宿主細胞。
流感病毒的血球凝集素可以與上皮細胞表面的唾液酸結合。唾液酸在黏膜中的含量特別豐富，因此病毒容易感染擁有黏膜的器官，如哺乳動物的鼻、喉、肺和鳥類的腸道（第1階段）。當血球凝集素讓蛋白酶切割後，細胞會藉由受體媒介胞吞作用噬入細胞。
目前病毒在細胞內的活動仍有待闡明，目前已知病毒會聚集在微管组织中心，與酸性的核內體作用。進入目標核內體後，病毒會釋出其基因組。
一旦進入細胞，核內體的酸性環境會導致囊泡表面的血清凝集素與病毒包膜結合，之後M2離子通道可使質子移入封套，使病毒核心酸化，導致病毒核心分解，釋出包在裡面的病毒RNA（vRNA）以及RNA依賴性RNA複製酶等核心蛋白（第2階段）。金刚烷胺可以抑制M2離子通道的作用，藉此避免感染。
核心蛋白和vRNA會行成一個複合體，移入細胞核中。RNA依賴性RNA複製酶會在核中進行轉錄，製造正股vRNA（第3a及3b階段）。有些vRNA會進入細胞質進行轉譯（第4階段），有些則會留在細胞核中。新合成的病毒蛋白會由高基氏體釋出的囊泡運送至細胞內部（如血球凝集素或神經胺酸酶，第5b階段），或運輸回核中與vRNA結合，組和新的病毒蛋白質核心（第5a階段）。其他病毒蛋白則會對於宿主細胞造成不一樣的影響，例如將細胞mRNA降解為核苷酸，用以組裝vRNA，同時也能抑制宿主細胞的正常轉譯。
在最後組裝階段，反義vRNA、RNA依賴性RNA複製酶和其他病毒蛋白會裝入病毒顆粒中。血球凝集素和神經胺酸酶則會呈現於膜上，並形成芽狀凸起。含有vRNA的病毒核心會離開細胞核，進入膜上的芽狀突起（第6階段）。成熟的病毒芽會脫出細胞，並帶走一部分的宿主細胞膜，形成球狀的病毒封套，上面還有血球凝集素及神經胺酸酶（第7階段）。神經胺酸酶會切開唾液酸，使病毒能順利離開宿主細胞。病毒脫離後，宿主細胞便會死亡。
病毒的複製過程缺乏校對RNA的機制，其所攜帶的RNA依賴性RNA複製酶大約每聚合一萬個核苷酸就會發生一次錯誤，大概就是每複製一條vRNA就會出一次錯。因此大部份的新病毒都會產生些許的突變，使病毒表面的抗原隨時間呈線性變化，這樣的情形稱為抗原漂變。另外，如果同一宿主細胞同時感染兩種以上的流感病毒，可能會將不同病毒的vRNA裝入病毒中，使其基因組產生劇烈的變化，這種情形則稱為抗原移型。這種劇烈的變化可能會導致宿主的免疫系統無法及時反應，還可能感染其他物種。

## 傳播及致病机制

### 傳播
遭感染的患者可能會出現打噴嚏或咳嗽的症狀，每次噴嚏或咳嗽會釋出50萬顆以上的病毒。當健康的成人遭到感染後，一至一天半後病毒量會急速上升，兩天後達到高峰，病毒量會維持約5日左右，但也可能長達9日。在人體實驗中，患者的症狀期與可傳染期類似，但可傳染期會較症狀期早一天。兒童的傳染力較成人強，可傳染期約從症狀發生前一天至感染兩周後。免疫力不全的患者可傳染期甚至可長達兩周以上。
流感的傳播大致可分為三種：直接傳播（傳染者的飛沫接觸到感染者的眼、鼻或口）、空氣傳播（即吸入傳染者經咳嗽、噴嚏或痰液所產生的懸浮粒子）和接觸傳染（如手眼接觸、手鼻接觸、手口接觸等等），三種傳播途徑的相對風險目前未明。空氣傳播途徑的粒徑約為0.5至5µm左右，只要吸入一粒就足以致病。平均每次噴嚏會產生約40,000顆飛沫顆粒，但絕大多數的顆粒過大，因此會迅速沉降。病毒的存活時間需視空氣濕度及紫外線輻射而定，冬季的空氣濕度低、陽光輻射也低，會增加病毒的存活時間。
流感病毒可以短暫存活於個體之外，因此可能會透過接觸紙幣、門把、電燈開關，或是其他物品傳染。病毒在體外能存活的時間雖接觸表面而異，在如塑膠或金屬這種堅硬無孔洞的表面上，病毒約能存活1至2天；乾燥的衛生紙上僅能存活15分鐘；在皮膚上僅5分鐘。然而如果病毒包覆於黏液中，則大大延長其存續時間，如紙鈔上的黏液中就能達長達17天。禽流感病毒在冰凍環境下甚至能永久存活，但一旦加熱到至少56 ℃的高溫一小時以上，或是在pH<2的酸性環境下，病毒就會永久失活。

### 病理生理學

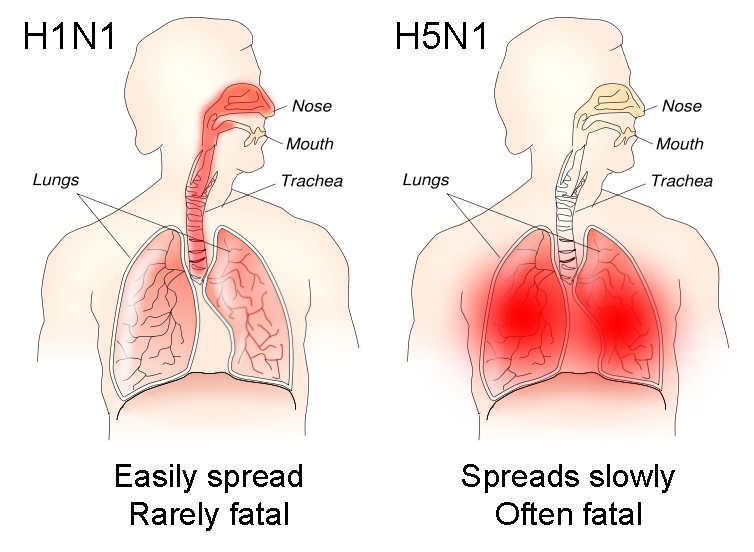
H1N1季節性流感以及H5N1禽流感的感染位置（紅色處），感染位置的差異影響了其致死率及傳播性。

流感感染造成人體症狀的機制已經有詳細研究。其中一個機制是病毒會抑制促腎上腺皮質激素（ACTH），造成皮質醇濃度降低。知道特定的病毒株帶有哪些基因能協助預測該病毒是否容易感染人類，以及感染後造成的症狀有多嚴重，也就能了解該病毒株的病理生理學。例如，流感病毒侵入細胞的過程中，病毒的血球凝集素蛋白需藉由人類的蛋白酶裂解。對較溫和或毒性較低的病毒來說，他們的血球凝集素結構只能由喉部和肺部的蛋白酶分解，因此這些病毒無法感染其他組織；但致病力較高的病毒株（如H5N1）的血球凝集素則能透過各式各樣的蛋白酶分解，也就使病毒能在體內各種組織間散播。
病毒的血清凝集素決定了病毒株能感染的物種，以及能夠感染呼吸道的哪一個部分。能夠感染人類的病毒株血清凝集素，通常能與上呼吸道（如鼻、口、喉嚨等）的受體結合。反之，致死性極高的H5N1比較容易結合在肺部深處的受體。這也是為什麼H5N1雖然不會造成咳嗽及打噴嚏，且在人類之間傳播力不強，但卻能導致嚴重的病毒性肺炎的原因之一。
流感的常見症狀如發燒、頭痛和疲勞等，乃肇因於感染過的細胞會釋放大量發炎性細胞激素和趨化因子的釋放（如干擾素及TNF-α等）。這點與造成普通感冒的鼻病毒感染稍微不同，鼻病毒的症狀是來自於病毒對組織的直接傷害，並非完全來自發炎反應。嚴重的免疫反應可能導致致命性的細胞素風暴，許多致死率特高的流感很可能是循此途徑，如H5N1禽流感和1918年西班牙流感等。然而，也有人提出病毒本身可能就有細胞激素，只是在複製的過程中大量製造，免疫反應並無直接參與細胞素風暴的產生。

## 預防

### 疫苗

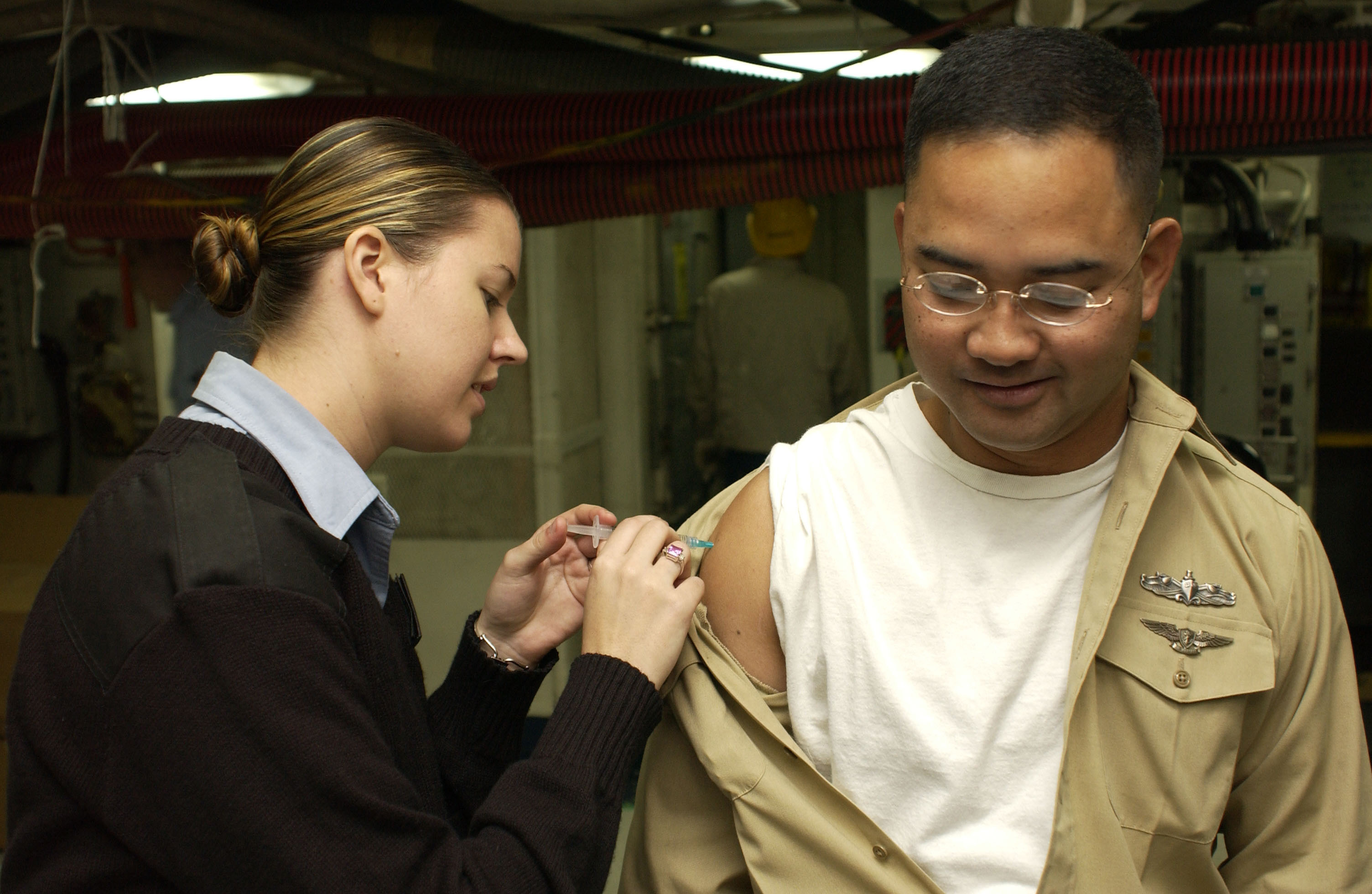
施打流感疫苗

世界衛生組織和美国疾病控制与预防中心建議高風險族群施打流感疫苗，這包括孩童、老人、健康照護工作者、有氣喘、糖尿病、心血管疾病病史的患者和免疫力低下的人。對健康的成人來說，疫苗能提供適當的保護力減少類流感症狀產生，研究也顯示疫苗能減少小於兩歲的孩童罹患流感的機率。疫苗能使慢性阻塞性肺病患者減少急性惡化的機會，但目前仍不清楚疫苗是否也能同樣減少氣喘患者急性發作。研究顯示愛滋病、癌症和器官移植受贈者等免疫力低下的族群施打流感疫苗後產生類流感症狀的比例較低。對上述所述之高風險患者來說，疫苗也能減少心血管疾病的風險；但健康照護工作者施打疫苗後是否會影響病人的預後則有爭議，目前還沒有足夠的證據能支持此一論點。
由於病毒具有高突變率，特定的流感疫苗通常只能提供幾年內的保護，世界衛生組織每年五、六月會公布預測隔年最可能流行的病毒株，使藥廠能據此發展疫苗，以提供施打者對這幾個病毒株的免疫力。疫苗的配方每劑都會依據特定的流感病毒株更改，但並不會涵蓋全球所有正在流行的病毒株，對抗季節性流感流行需要數百萬劑的疫苗，而製造商調配和生產這些疫苗約需六個月的時間，新產生或忽略掉的病毒株則會成為該季流行的病毒。由於疫苗提供的免疫力須在施打後兩週才會見效，即便該病毒株在疫苗防治的範圍內，人們也可能在施打疫苗或疫苗生效前就受到感染。
疫苗也可能誘使免疫系統產生流感的症狀，但一般來說會比流感輕微，且持續時間較短。嚴重的過敏反應是最危險的不良反应，過敏原可能是病毒本身或用來培養病毒的雞蛋成分；但這些情形不常見。
季節性流感的支出效益已經針對不同族群和背景進行廣泛評估，一般而言，這都是筆划算的投資，特別是對孩童和老人來說，然而流感疫苗的經濟評估結果常取決於評估時做的關鍵假設。
感冒的人依然可施打疫苗，但會擔心施打疫苗的不良反應與感冒混雜，造成醫護較難判斷症狀是何者造成。

### 感染控制
良好的個人健康和衛生習慣能合理有效地減少流感傳播，例如防止觸碰眼睛和口鼻、勤洗手（用肥皂水或酒精）、打噴嚏時用袖子捂住口鼻、避免和病患親密接觸、生病時不外出、不隨處吐痰等。雖然口罩或許在照顧病人時能預防病毒傳染，但在社區傳染防治中是否能發揮效益並不明確。吸菸則會增加染上流感的機率和產生較嚴重症狀的風險。
由於流感病毒透過可以透過懸浮粒子或接觸傳染，因此消毒或許能預防部分的傳染。酒精對流感病毒而言是個有效的消毒劑，若配合四價銨化合物使用的話則能有更持久的效果。醫院一般會使用四價銨化合物和漂白劑來消毒疑似流感患者使用過的房間和醫療器材；居家防治則能透過稀釋的含氯漂白水有效消毒。
過去的大流行中，關閉學校、教堂和電影院等措施能減緩病毒的傳播，但對總體的死亡率並沒有顯著影響。目前還不確定減少群眾聚集地（例如關閉學校和工作場所）是否能減少病毒的傳播，因為患有流感的人可能只是從一處移到了另一處，同時此類的措施執行不易且不受歡迎。當一小群人受感染時，迅速將他們隔離或許能減少感染擴散的風險。

## 治療
建議流感患者要多休息、多喝水、避免飲酒與吸菸，必要時也能服用對乙醯胺基酚來舒緩發燒和肌肉痠痛等相關症狀。有流感症狀（特別是發燒）的孩童和青少年需避免服用阿司匹林，尤其是患有B型流感的患者，因為這很可能導致雷氏症候群（一種會造成肝臟損傷的致命疾病）。由於流感是病毒所造成，抗生素對其無用，除非是用來對抗次級感染造成的細菌性肺炎。若即早投治，抗病毒藥物可能會很有效，但部分病毒株已經對標準的抗病毒藥物產生抗性。2017年的一份臨床試驗顯示奧司他韋合併克拉黴素及萘普生使用治療A型流感（H3N2），可以有效降低死亡率，並減少住院天數。

### 抗病毒藥物
目前已知有三類抗流感病毒藥物，分別是神經氨酸酶抑制劑、M2蛋白抑制劑，以及帽依賴性核酸內切酶抑制劑（cap-dependent endonuclease inhibitor）。

#### 神經氨酸酶抑制劑
整體而言，神經氨酸酶抑制劑帶來的好處在相對健康的和風險較高的患者身上差不多，有其他健康問題的患者並不會因服用此藥而使病情有更多改善。神經氨酸酶抑制劑能減少流感患者症狀出現的時間約一天，但似乎不影響併發症發生的機率，例如因感染肺炎而需住院的風險。2013年以前，此類藥物的益處並不清楚，因為製造商羅氏藥廠拒絕公布獨立分析的試驗結果。對神經氨酸酶抑制劑有抗性的病毒盛行率越來越高，使得研究者必須利用不同作用機轉尋找替代的抗病毒藥物。

#### M2抑制劑
金刚烷胺及金刚乙胺可以抑制M2离子通道，以阻斷甲型流感病毒的複製。這些藥物在甲型流感的感染初期有效，但對於缺乏M2的乙型流感幾乎無效。在2005年的美國，H3N2對於金刚烷胺及金刚乙胺的抗藥性已高達91%。如此高的抗藥性比率可能肇因於藥物的取得過於容易。中國和俄羅斯甚至用做一般感冒成藥於藥局販售，畜牧業者也會使用本品做為防疫藥物。2005年流感爆發時，由於高抗藥性，美國疾病管制控制與預防中心（CDC）建議盡量不要使用M2抑制劑。

#### 帽依賴性核酸內切酶抑制劑
流感病毒在核中轉錄mRNA時，需要以核酸內切酶（病毒RdRp的PA亞基有此活性）切下宿主細胞RNA前10-20個殘基作為病毒mRNA的5'帽（帽搶奪），以促使轉錄啟動。若抑制此過程，可使病毒mRNA無法合成從而阻止病毒複製。2018年10月，美國FDA核准了新型抗流感藥物帽依賴性核酸內切酶抑制劑玛巴洛沙韦。在小鼠實驗中，Baloxavir marboxil可和奧司他韋產生協同作用，且無顯著藥代動力學相互作用。臨床實驗顯示，與安慰劑的症狀緩解時間80.2小時相比，Baloxavir marboxil僅需53.7小時，和奧司他韋相當。

## 預後
相較於普通感冒，流感的影響更為嚴重且持久。多數人會在一至二週內痊癒，但一些人可能會產生危及生命的併發症（例如肺炎），因此流感可能會是致命的，特別是較虛弱的人、孩童、老人和慢性疾病患者。愛滋病毒感染者或器官移植病患（他們的免疫系統為抗移植排斥藥物所抑制）得病後產生的症狀會特別嚴重。孕婦和孩童也是產生併發症的高風險族群。
流感可能會惡化慢性病患者的病情。患有肺氣腫、慢性支氣管炎或氣喘的人染上流感後可能會感到呼吸困难，流感可能也會惡化冠狀動脈疾病或鬱血性心衰竭，甚至提高心肌梗塞的風險。吸菸是另一個惡化病情的風險因子，會使流感患者的致死率提升。
根據世界衛生組織的描述：「每年冬天，數千萬人感染流感，雖然多數人只會生病一星期而無法工作，但老年人則有更高的死亡風險。我們知道全球每年死於流感的人數超過幾萬人，但發展中國家的統計數據並不明確，因為衛生當局通常不會去辨別人們是死於流感或是類似流感的疾病。」雖然嚴重的併發症可能發生在任何年齡層，但超過65歲的老人、孕婦、幼童和慢性病患者有更高的機率引發併發症，這包括支氣管炎、鼻竇炎和耳炎。
在一些案例中，由流感引發的自體免疫可能會造成格林-巴利症候群（Guillain–Barré syndrome）。然而，許多其它感染也會增加罹患此疾病的風險，因此只有在流感流行時才會將流感列為重要的風險因子。格林-巴利症候群也是罕見的流感疫苗副作用，一份回顧報告指出其發生率約為百萬分之一。感染流感也會增加死亡率（最多一萬分之一）並大幅提升得到格林-巴利症候群的機率（大約是打流感疫苗得到機率的十倍）。

## 流行病學

### 季節性變異

流感傳播季節的分布圖。藍色：11月到4月；紅色：4月到11月；黃色：全年。

流感的盛行率在冬天達到高峰，由於北半球和南半球冬天的時間不同，因此事實上流感盛行的時間也不相同。這也是為何世界衛生組織（在國家流行性感冒中心的協助下）每年對南北半球的疫苗配方有不同的建議。
流感為什麼總是季節性爆發而非全年都有一直是個未解之謎。一個可能的解釋是人們冬天時待在室內的時間比較長，因此互相接觸的機會也比較多，這會增加人與人之間傳染的機會；北半球在冬季假期有較多的旅遊活動也可能是原因之一。另一個可能的因素是冬天氣溫較低，因此空氣較乾燥，這會使黏膜水份減少，造成呼吸道無法有效排除病毒顆粒。病毒在低溫的表面也能存活較久，乾冷的環境（小於5 °C）也更適於水霧傳染，冬天較低的相對濕度有可能是流感季節性傳播的主因。
然而，熱帶地區的流感盛行率也有季節性變化，有些國家的感染似乎在雨季達到高峰。兒童在學校與人接觸的頻率也可能是影響流感傳播的重要因子，該項因子在麻疹和百日咳對其他兒童疾病的傳播也相當重要。上述所有季節性因素可能合併放大了傳染病的季節性循環。H5N1在人類和鳥類的感染中都展現了季節性變化。
另一種解釋流感季節性變異的假說是，人們在維生素D攝取較少時對病毒的免疫力會比較差。這個想法最初由羅伯特·埃德加·霍普-辛普森於1965年提出，他認為流感的流行可能和維生素D的吸收呈季節性波動有關，因為維生素D的生產需要皮膚照射紫外线，這能夠解釋為甚麼流感多半發生在冬天或是熱帶地區的雨季，這些時候人們待在室內的時間較長，體內維生素D的量也就比較少。

### 流行和大流行

2018/2019季美国流感（有症状病例）死亡率。

由於流感是由許多病毒種類和品系造成，每年可能有些品系消失，有些卻可造成流行（epidemic）或大流行（pandemic）。一般來說，每年的兩個流感流行季節（南北半球各一個）平均會造成全球300至500萬人罹患流感重症，並約有50萬人因此死亡，根據一些文獻的定義，此現象能稱之為年度的流感流行。雖然流感每年的發生率差異很大，但美國每年約有3.6萬人死於流感，並有20萬人因流感住院。美国疾病控制与预防中心（CDC）利用不同統計方法得出美國每年死於流感的人數落在3300到4.9萬人之間。
每個世紀大約會爆發三次流感大流行，感染世界上多數的人口，造成數千萬人死亡。一項研究估計如果一個致病力類似1918年流感大流行的病毒株在現今爆發，將會有五千到八千萬人死亡。

示意圖表示高致病力的禽流感病毒（左上）和人流感病毒（右上）可能經由抗原轉變（病毒基因重組）產生新型且具高致病力的流感病毒株（下方）。

透過突变和基因重組，新的流感病毒仍在不斷演化。突變可以造成病毒表面血球凝集素和神经氨酸酶抗原的微小變異，這稱作抗原漂變，能夠使病毒株的變異增加並逐漸累積，最終能演化出一種新的病毒株，能夠感染對原有品系免疫的個體，於是新的病毒株很快就會感染人群、造成流行，並取代原有的品系。然而，由抗原漂變產生的新病毒株和原有的品系仍有一定的相似度，因此一部份的人會對它們免疫。相對地，當流感病毒基因重組後，它們會產生全新的抗原，例如禽流感和人類流感的基因能夠互相交換，這稱為抗原轉變。如果人類流感病毒產生了全新的抗原，所有個體都將會具有感受性，新型流感就會不受控地蔓延，造成大流行。相對於此種抗原漂變和轉變的模型，也有學者提出另一個造成大流行的機制，這個假說認為流感大流行是由數組固定的病毒株造成的，但由於不同世代的人類對不同病毒株的免疫力也持續改變，因此流感才會定期發生大流行。

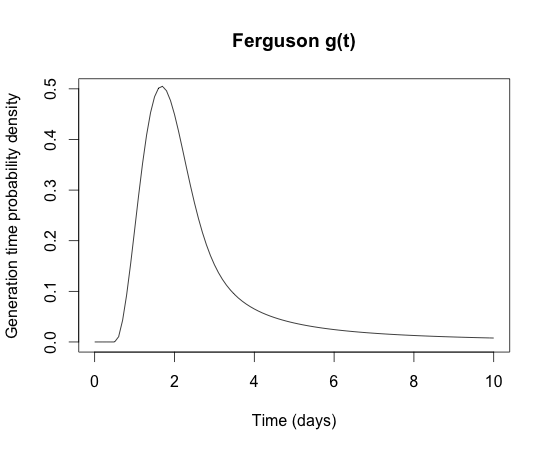
流感病毒的世代間隔非常短，只有兩天，這可以說明為何流感流行來得快、去得也快，通常只會持續數個月的時間。圖中橫軸為天數，縱軸為世代間隔時間的機率密度。

 從公共衛生的角度來看，流感流行傳播迅速且難以控制。多數的流感病毒株感染力不高，受感染的個體也只會繼續傳染個一兩個人（流感的基本傳染率大約是1.4人）。然而，流感病毒的世代間隔極短，病毒從感染個體到具有傳染力、並傳染給下一個人僅需要兩天。這意味著流感疫情能在約兩個月就達到高峰，並在三個月後逐漸消退；因此，干預疫情的政策必須及早決定，但也因此在決定時往往還缺乏完整的流行病學資料。另一個問題是，個體在出現症狀前就具有傳染力，因此在人們生病後才將他們隔離在公衛防治上效果不佳。對一般人而言，病毒在第二天達到傳染力高峰，但症狀要到第三天才最為嚴重。

## 歷史

### 歷史上的流感大流行
在过去的150年内，世界范围内共发生过6次流感大流行，分别是：1889–1890年流感大流行（俄国流感）、1918年流感大流行（西班牙流感）、1957年流感大流行（亚洲流感）、1968年流感大流行（香港流感）、1977年流感大流行（俄国流感）以及2009年流感大流行。其中以1918年的西班牙流感最为严重，共造成了全球至少数千万人死亡。大流行性流感（pandemic flu）与季节性流感（seasonal flu）不同，人群对前者的流感病毒几乎没有免疫力、患病后病情较为严重。

### 研究歷史
第一個分離出來的流感病毒來自於家禽，該病毒株造成1901年的雞瘟，由於病毒顆粒較小，因此能穿過細菌無法穿透的尚柏朗過濾器。流感的致病原正黏病毒科的病毒，理查·休普（Richard Shope）在1931年首度於豬隻中確認了他們的存在。這項發現後不久，英國醫學研究院的派區克．雷德羅（Patrick Laidlaw）和其所率領的研究團隊於1933年從人體分離出病毒。然而，要到1935年温德尔·斯坦利（Wendell Stanley）成功製出菸草鑲嵌病毒的結晶後，人們才體認到病毒的本質並非由細胞組成。

圖為人類主要的流感病毒株。正方形代表新毒株出現，接著造成大流行，虛線則代表不確定毒株之間的關聯性。

預防流感的研究在1944年有了顯著的進展，小托马斯·弗兰西斯（Thomas Francis, Jr.）發展出了流感滅活疫苗。這項發展奠基於澳洲科學家弗兰克·麦克法兰·伯内特（Frank Macfarlane Burnet）的研究，伯内特先前發現在雞蛋中培養的病毒會失去致病力，而弗兰西斯和他在密歇根大学的研究團隊則應用此項發現，在美国陆军的支持下研發出了流感疫苗。由於第一次世界大战時流感曾造成數千個部隊在一個月內感染死亡，因此美國陸軍也深入參與項研究。相對於疫苗來說，抗流感藥物的研發則較為緩慢，金刚烷胺在1966年才得到核准，神經醯胺酶抑制劑則在近30年之後才發展出來。

### 辭源
流行性感冒的英語「influenza」來自意大利语，代表「影響力」，人們最初認為該疾病是不佳的占星术結果所造成的。醫學認知的改變此一詞彙改稱為「influenza del freddo」，意為「感冒的影響力」。目前認為「influenza」一詞用於英文最早的文獻為1703年愛丁堡大學的胡格爾（J. Hugger）在他的論文《 感冒流行（或稱流行性感冒）在西印度傳播》中出現。其他用來稱呼流感的詞彙還包括「epidemic catarrh」（流行性感冒或鼻炎）、「grippe」（法文，由莫利諾（Molyneaux）在1964年第一次使用）、「sweating sickness」（汗疾）和「Spanish fever」（西班牙熱，特別指1918年流感大流行）。

## 社會和文化
流感造成的直接成本來自相關的醫療和生產力喪失，間接成本則來自預防措施。美國每年花費超過100億美元在流感上，然而未來的大流行估計會造成更可觀的花費，可能高達上千億的直接或間接支出。過去流感大流行造成的經濟衝擊並未深入研究，一些研究者認為儘管西班牙流感大流行造成勞動人口減少和短期的經濟衰退，但長期而言對人均可支配所得有幫助。其他研究試圖預測一場如1918年的流感大流行可能對美國經濟造成什麼影響，估計有30%的勞動人口會生病、2.5%會死亡，30%的罹病率和罹病期間的三週會使國內生產總值減少5%，1800至4500萬人感染將使醫療支出大幅增加，預計共將花費7000億美元。
預防流感造成的支出也同樣可觀。全球政府每年花費幾十億美元執行防治計畫以預防H5N1禽流感大流行，相關的花費包括疫苗和藥物的採購、災害應變策略和邊境管制措施等。2005年11月1日，美國總統乔治·W·布什宣布了對抗流感大流行國家防治策略，並需要國會71億美元的預算展開計畫。2006年1月18日，一些國家在中國舉辦的國際禽人流感防控籌資大會中承諾捐款20億美元用於禽流感防治。
2009年一項針對南半球國家H1N1流感大流行的評估顯示，由於地理隔絕的因素，南半球國家受到的社會經濟影響在時間較短且和範圍較小，但旅遊人數可能因流感的緣故暫時減少。流感大流行是否對該地造成長期的經濟影響仍難以評估。

## 研究

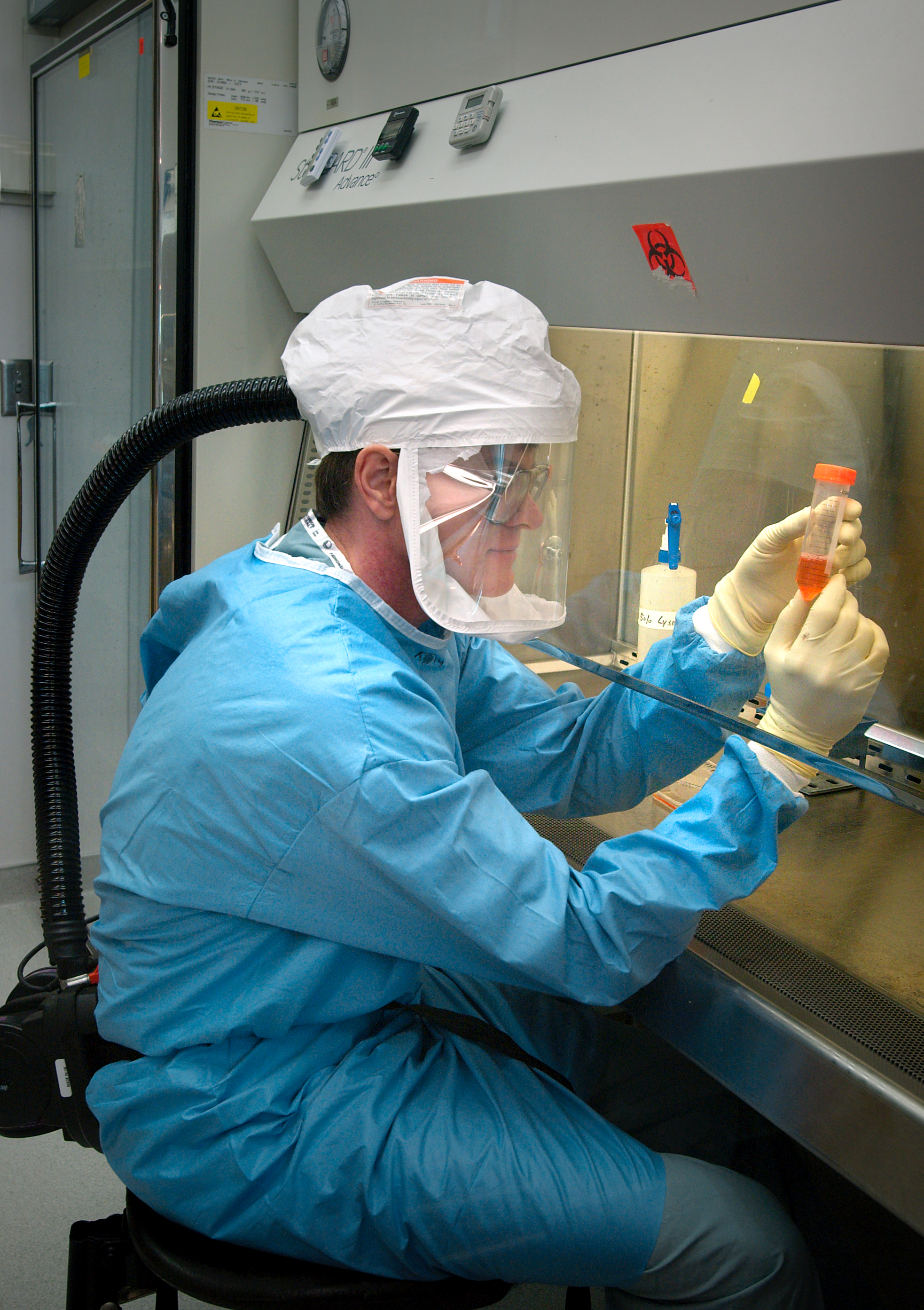
研究者在生物安全等級3的實驗室中檢驗由1918年西班牙流感重建的流感病毒株。

流感的研究範疇包含分子病毒學、致病機轉、宿主免疫反應、病毒基因體學和病毒散播的流行病學，這些研究有助於發展對抗流感的策略。例如對宿主免疫反應的瞭解有助於流感疫苗研發；了解流感如何侵犯宿主則有助於發展抗病毒藥物。流感病毒基因體定序計畫是一項重要的基礎研究計畫，將透過建立流感病毒的基因序列庫，協助釐清哪些因素能造成一個病毒株毒性較強、哪些基因具由最強的免疫抗原性、病毒如何隨時間演化等問題。
研發新一代流感疫苗是目前研究的重點，因為現行的疫苗製作昂貴又緩慢，每年都需要更換配方。流感病毒基因體的定序和重組DNA技術或許能讓科學家在舊有的疫苗中置入新的病毒抗原，從而更快開發出能對抗新一代病毒株的疫苗。透過细胞培养病毒的新技術也正在發展，藉此達成高產能、低花費、高品質的目標。目前根特大学華特·費爾斯（Walter Fier）與澤維爾·薩倫斯（Xavier Saelens）的研究團隊已經研發出通用於各種A型流感病毒株的疫苗，該疫苗以病毒的跨膜蛋白M2e為標的，並成功通過了第一期臨床試驗。另外也有一些研究正朝向通用的禽流感疫苗邁進，這些疫苗誘發的抗體作用於病毒套膜上突變較慢的抗原，未來也許能讓疫苗產生更持久的保護力。
許多治療流感的生物療法、治療性疫苗和免疫療法正在研究當中。生物療法以刺激免疫系統的方式促進人體對病毒或抗原的免疫反應，一般來說，生物療法不像抗病毒藥物以干擾病毒的代謝途徑為目標，而是要刺激人體的淋巴细胞、巨噬细胞或抗原呈递细胞等免疫細胞，進而促使免疫系統對受病染感染的細胞產生細胞毒性反應。小鼠是很方便的模式物種，能用來研究流感的預防和治療，例如研究淋巴球T細胞免疫調節劑時就以小鼠為模式，觀察病毒生長的抑制情形。

## 其他動物
流感病毒能感染許多物種，不同物種之間也能相互傳播病毒，目前認為鳥類是流感病毒最主要的宿主。病毒表面的抗原包括16種血球凝集素和9種神经氨酸酶，其中所有亞型都能在鳥類族群中發現，但其中也有很多亞型在人、犬、马和豬之間流行；骆驼、矇眼貂、猫、海豹、貂和鯨等物種也都有證據支持牠們曾經受到感染或暴露。不同的流感病毒株有時會根據其流行的物種來命名，包括禽流感、人流感、豬流感、馬流感和犬流感（至於貓流感一般是指貓病毒性鼻氣管炎或貓杯狀病毒感染，而不是流感病毒造成的感染）。在豬、馬和狗中，流感的症狀和人類相似，包括咳嗽、發燒和食慾不振。動物流感發生頻率的研究不若人類流感完善，1979至1980年曾有流感病毒造成新英格蘭海岸約500隻海豹死亡；但豬隻隻間的流感則頻繁發生，且沒有嚴重的死亡率。目前也已經發展出給家禽使用的禽流感疫苗，這些疫苗對於多種菌株都有效，疫苗可以作為防治策略的一部分，或在大流行中配合撲殺控制流行爆發。

### 禽流感
禽流感造成鳥類的症狀有許多變異，且常常不具特異性。致病性較低的禽流感病毒可能只會造成羽毛變皺、產卵數減少、體重減輕等輕微症狀合併呼吸道疾病，這些輕微的症狀使得現場診斷很困難，因此追蹤禽流感病毒的散播必須將受感染鳥類的檢體送至實驗室檢驗。一些亞洲的禽流感病毒（如H9N2）則對鳥類致病性較強，造成的症狀可能會很嚴重，死亡率也高得多。這些高致病性的流感病毒可能讓雞和火雞產生突發的嚴重症狀，並在兩天內達到接近100%的死亡率，由於病毒在擁擠的現代化養殖場中傳播迅速，這樣的感染爆發會造成嚴重的經濟損失。
HPAI A（H5N1）是一種專門感染鳥類並具有高度致病性的H5N1菌株，常在各地的鳥類族群間造成H5N1禽流感的地方性流行病，特別是在东南亚地區。此種HPAI A（H5N1）的亞洲品系目前已經散播到全球，並在動物族群內及不同物種間流行，造成數千萬鳥類因病死亡，同時養殖業為了控制疫情也撲殺了數千萬隻鳥類。多數的媒體直接將HPAI A（H5N1）稱為禽流感，多數報導的H5N1疫情也都是由HPAI A（H5N1）造成。
目前HPAI A（H5N1）仍然是一种鳥類疾病，還沒有證據顯示它能有效率的在人與人之間傳播，幾乎所有人類感染患者都曾和感染的禽鳥密切接觸过。未來HPAI A（H5N1）可能會突變而具有在人群間傳播的能力，但要造成此改變到底需要哪些基因突變目前仍不清楚。由於H5N1高度的致病力與致死性、區域流行的出現和越來越廣泛的生物宿主，H5N1在2006–07年流感季有造成全球大流行的風險，各國投入數十億元經費研究該病毒株，以为可能產生的大流行做準備。

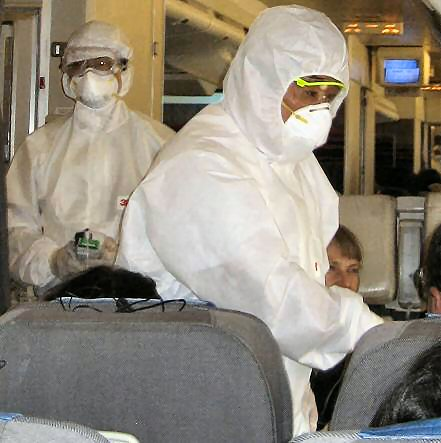
中國的檢查人員在飛機上確認乘客是否有發燒（豬流感的常見症狀）。

2013年3月，中國政府通報了3例人類感染H7N9的病例，其中兩位患者死亡，而第三者重病，但普遍不認為該病毒株具有人际传播的能力，到4月中之前，至少已有82人感染H7N9，其中17人死亡；這些患者中包括了三個上海小家庭的群聚感染和北京社區的兩個鄰居，顯示病毒可能已經有人际传播的能力，世界衛生組織表示其中一個感染群集沒有實驗室檢驗確認，但根據當時的基礎資訊，有些病毒可能已經獲得有限的人际传播能力，病毒能在緊密接觸的人群中傳遞，但傳染力仍不足以造成大型的社區流行爆發。

### 豬流感
豬流感造成豬隻發燒、昏睡、打呼、咳嗽、呼吸困難和食慾減少，某些状况下也會造成流產。雖然致死率通常不高，但病毒會讓豬隻體重減輕和營養不良，感染的豬隻在3－4週內可減輕12磅（5.4），進而造成畜牧業的經濟損失。豬流感病毒偶爾能從豬隻直接傳播給人類（稱為人畜共通豬流感），從20世紀中葉到2007年，約有50例人類感染豬流感的紀錄，並造成6人死亡。
2009年，來自豬隻的H1N1病毒株造成了2009年H1N1流感大流行（一般媒體通稱為豬流感），但沒有證據顯示該病毒在豬之間流行（真正的「豬」流感）或病毒能直接從豬傳染給人類；相反地，該病毒是在人與人之間傳播的，該病毒株事實上是數種不同H1N1品系重組而成，包括了人類流感、禽流感和豬流感病毒。

## 延伸閱讀
| 總論 - Beigel JH, Farrar J, Han AM, et al. . N Engl J Med. September 2005, 353 (13): 1374–85. PMID 16192482. doi:10.1056/NEJMra052211. - Bernd Sebastian Kamps, Christian Hoffmann and Wolfgang Preiser (Eds.) Influenza Report（页面存档备份，存于）, 225 pp, PDF, free download. Flying Publisher 2006 - Levine, Arnold J. . New York: Scientific American Library. 1992. ISBN 0-7167-5031-7. - Baron, Samuel. 4th. Galveston, Tex: University of Texas Medical Branch at Galveston. 1996 [2017-01-21]. ISBN 0-9631172-1-1. （原始内容存档于2009-05-12）. - Cox NJ, Subbarao K; Subbarao. . Lancet. October 1999, 354 (9186): 1277–82. PMID 10520648. doi:10.1016/S0140-6736(99)01241-6. - ISBN 978-3-211-80892-4 The Influenza Viruses Hoyle L 1968 Springer Verlag 歷史 - Kilbourne ED; Zhang, Yan B; Lin, Mei-Chen. . Emerging Infect Dis. January 2006, 12 (1): 9–14. PMC 3291411 . PMID 16494710. doi:10.3201/eid1201.051254. （原始内容存档于2009-09-25）. - Collier, Richard. . New York: Macmillan. 1974. ISBN 0-333-13864-3. - Barry, John M. . New York, N.Y: Viking. 2004. ISBN 0-670-89473-7. - George Dehner. . University of Pittsburgh Press. 2012. ISBN 978-0-8229-6189-5. 微生物學 - Webster RG, Bean WJ, Gorman OT, Chambers TM, Kawaoka Y; Bean; Gorman; Chambers; Kawaoka. . Microbiol Rev. 1992-03-01, 56 (1): 152–79. PMC 372859 . PMID 1579108. - Steinhauer DA, Skehel JJ; Skehel. . Annu. Rev. Genet. 2002, 36: 305–32. PMID 12429695. doi:10.1146/annurev.genet.36.052402.152757. | 致病機轉 - García-Sastre A. . Emerging Infect. Dis. January 2006, 12 (1): 44–7 [2017-01-21]. PMC 3291409 . PMID 16494716. doi:10.3201/eid1201.051186. （原始内容存档于2011-04-24）. - Zambon MC. . Rev Med Virol. 2001, 11 (4): 227–41. PMID 11479929. doi:10.1002/rmv.319. 流行病學 - Dowdle WR. . Emerging Infect. Dis. January 2006, 12 (1): 34–9 [2017-01-21]. PMC 3291401 . PMID 16494714. doi:10.3201/eid1201.051013. （原始内容存档于2011-06-05）. - Horimoto T, Kawaoka Y; Kawaoka. . Clin Microbiol Rev. January 2001, 14 (1): 129–49. PMC 88966 . PMID 11148006. doi:10.1128/CMR.14.1.129-149.2001. - Epidemiology of WHO-confirmed human cases of avian influenza A(H5N1) infection （页面存档备份，存于） 治療和預防 - Harper SA, Fukuda K, Uyeki TM, Cox NJ, Bridges CB; Fukuda; Uyeki; Cox; Bridges; Advisory Committee On Immunization Practices (Acip). . MMWR Recomm Rep. July 2005, 54 (RR–8): 1–40. PMID 16086456. - Monto AS. . Emerging Infect. Dis. January 2006, 12 (1): 55–60 [2017-01-21]. PMC 3291404 . PMID 16494718. doi:10.3201/eid1201.051068. （原始内容存档于2011-04-25）. 研究 - Palese P. . Emerging Infect. Dis. January 2006, 12 (1): 61–5 [2017-01-21]. PMC 3291403 . PMID 16494719. doi:10.3201/eid1201.051043. （原始内容存档于2011-04-25）. - WHO's assessment of Flu Research （页面存档备份，存于） as of November 2006. |

## 外部連結
- 中的“流行性感冒”（英語）
- 美国疾病控制与预防中心的流行性感冒資訊 （页面存档备份，存于）（英語）
- 台灣衛福部疾管署的季節性流感 （页面存档备份，存于）介紹
- 台灣衛福部疾管署的流感併發重症介紹
- 台灣衛福部疾管署的新型A型流感介紹
- 世界衛生組織的流感介紹 （页面存档备份，存于）（英語）